# Samsung Galaxy Tab 4 10.1
El Samsung Galaxy Tab 4 10.1 es una tablet Android producida y distribuida por Samsung Electronics. Es la cuarta generación de tabletas de Samsung, y también se incluyen a las tabletas de 7 pulgadas y de 8 pulgadas respectivamente, 
el Samsung Galaxy Tab 4 7.0 y el Samsung Galaxy Tab 4 8.0. Este dispositivo fue presentado el 1 de abril del 2014, y lanzado el 1 de mayo de 2014 junto con el Galaxy Tab 4 8.0.

## Especificaciones
Esta tableta fue lanzada con Android KitKat 4.4 con interfaz de usuario TouchWiz UX. Además de incluir aplicaciones de Google, como Google Play, Gmail o YouTube, también tiene acceso a Samsung Apps, como ChatON, S Suggest, S Planner, S Smart Remote (Peel) (solo versión WiFi), Smart Stay, Multi-Window, Group Play y All Share Play.
El dispositivo está disponible en solo WiFi, 3G y WiFi, y 4G / LTE (llevado por AT&T y Verizon) y variantes de WiFi. El rango de almacenamiento varía de 16 GB a 32 GB según el modelo, con una ranura de tarjeta microSDXC para expansión. Tiene una pantalla  WXGA TFT de 10.1 pulgadas con una resolución de 1280x800 píxeles. También cuenta con una cámara frontal de 1.3 MP sin flash y una cámara trasera de 3.0 MP AF. También tiene la capacidad de grabar videos 
en HD. Tiene  GPS y un receptor de GLONASS.
- Datos: Q16063970
- Multimedia: Samsung Galaxy Tab 4 / Q16063970